# Pisos.com
Pisos.com es un portal inmobiliario fundado el 19 de enero de 2009 y que pertenece a la empresa española HabitatSoft SL. Pisos.com forma parte de los servicios web de anuncios clasificados del grupo español de comunicación multimedia Vocento.

## Usuarios

### Particulares
El target de usuarios del portal se establece en un perfil de personas de entre 18 y 55 años, de clase media-alta y que desean encontrar una vivienda, ya sea para comprar, vender, alquilar o compartir.

### Profesionales
El perfil de los clientes de Pisos.com abarca inmobiliarias, Agentes de la Propiedad Inmobiliaria (API), promotoras inmobiliarias, entidades financieras y grandes anunciantes.

## Servicios y aplicaciones
Pisos.com cuenta con un buscador de vivienda de obra nueva y de segunda mano, así como en venta y en alquiler. También utiliza criterios de búsqueda según el ámbito geográfico y la tipología del inmueble.
En mayo de 2009, Pisos.com lanzó su Gabinete de Estudios, encargado de realizar informes sobre el sector, fundamentalmente en lo que se refiere a precios medios de venta y al alquiler de vivienda de segunda mano. La empresa también mantiene un canal de actualidad inmobiliaria, otro dedicado al hogar y una comunidad virtual donde los usuarios pueden exponer sus dudas sobre vivienda.
En septiembre de 2010, Pisos.com lanzó el portal Pisocompartido.com orientado al mercado de las habitaciones en alquiler.
Respecto a los servicios de movilidad, en 2009 Pisos.com elaboró la versión web optimizada para móviles y para el sistema operativo iOS. Tres años más tarde, en 2012, publicó la versión compatible con el sistema operativo Android y en 2013 incluyó en el MarketPlace, la tienda virtual de Firefox, la versión de la aplicación optimizada para el sistema operativo Firefox OS